# Kleine (Orgelbauerfamilie)
Die Familie Kleine aus Freckhausen im Bergischen Land war eine Orgelbauerfamilie, die im 18. Jahrhundert in zwei Generationen im Rheinland, in Westfalen und auch in Nordhessen tätig war. Ihre Erben und Nachfolger waren Georg Wilhelm Christian Roetzel und dessen Nachfahren.

## Familie
Ältester als Orgelbauer nachweisbarer Vertreter der Familie war der um 1693 in Freckhausen geborene und dort im November 1773 verstorbene Johann Henrich Klein(e). Er erlernte den Beruf des Orgelbauers in den Jahren 1713 bis 1721 bei Peter Weidtmann d. Ä. (1647–1715) und dessen Sohn Thomas Weidtmann (1675–1745) in Ratingen, den ersten evangelischen Orgelbauern im Rheinland. Dort kam er auch mit dem niederländischen Orgelbau indirekt und direkt in Berührung; er war wahrscheinlich 1719 beim Aufbau der Orgel in der Remonstrantse Kerk von Amsterdam beteiligt und betrieb dort eigene Studien. 1721 oder 1722 eröffnete er eine eigene Werkstatt in Freckhausen. Seiner in den 1730er Jahren geschlossenen Ehe mit Gertraud (Gerdraut) Veltgen († 1788) aus Sotterbach entstammten fünf Kinder: Anna Katharina, Johann Christian, Johann Gerhard, Wilhelm und eine bereits früh verstorbene weitere Tochter.
Anna Katharina Kleine (1744–1807) heiratete 1770 den aus Altenkirchen im Westerwald stammenden Sigismund Andreas Ernst Roetzel (1728–1807), der ebenfalls Orgelbauer wurde. Bei der Erbteilung 1784/1785 erhielt sie das in der zweiten Hälfte des 18. Jahrhunderts von den Kleines erworbene Gut Sotterbach. Wilhelm Kleine, der jüngste Sohn, überließ seinen Anteil am Freckhausener Anwesen der Familie gegen eine Zahlung von 1425 Reichstalern seinen Brüdern und verzog nach Solingen.
Johann Christian Kleine (1737–1805), verheiratet seit etwa 1768 mit Regina Wilhelmina geb. Schoelers (1747–1784), und Johann Gerhard Kleine (1741–1787), verheiratet seit 1783 mit Maria Margareta geb. Dümpelmann, übernahmen 1768 die väterliche Werkstatt und führten sie nach dem Tod ihres Vaters weiter. Die Werkstatt sollte 1786/1787 zwischen den beiden geteilt werden, wozu es aber wegen des 28. Juli 1787 erfolgten Todes von Johann Gerhard Kleine nicht mehr kam. Johann Christian Kleine, der am 2. April 1805 verstarb, hinterließ eine von ihm angelegte umfangreiche Dispositionssammlung, in der die bis 1787 gelieferten Werke die Gebrüder Kleine als Erbauer erscheinen, während danach nur Johann Christian Kleine genannt wird. Dieser hatte ein für seine Zeit ungewöhnlich ausgeprägtes Interesse an der Theorie seines Handwerks; davon zeugen seine zahlreichen Aufzeichnungen und seine einschlägige Büchersammlung, die einen Großteil der damals bekannten Werke zum Thema Orgelbau umfasste.
Sein Nachfolger wurde sein Neffe Georg Wilhelm Christian Roetzel (1776–1867). Dieser war 1793–1798 Lehrling bei seinem Onkel und arbeitete danach als Geselle in Kassel, Hannover und Leipzig. Er kehrte im Jahre 1800 nach Freckhausen zurück, übernahm 1803 die Werkstatt des Onkels und verlegte diese 1806 nach Alpe.

## Werke (Auswahl)
Kursivschreibung gibt an, dass die Orgel nicht oder nur noch das historische Gehäuse erhalten ist. In der fünften Spalte bezeichnet die römische Zahl die Anzahl der Manuale, ein großes „P“ ein selbstständiges Pedal, ein kleines „p“ ein nur angehängtes Pedal. Die arabische Zahl gibt die Anzahl der klingenden Register an. Die letzte Spalte bietet Angaben zum Erhaltungszustand oder zu Besonderheiten.
| Jahr                 | Ort                         | Gebäude                                           | Bild                        | Manuale | Register | Bemerkungen |
| -------------------- | --------------------------- | ------------------------------------------------- | --------------------------- | ------- | -------- | --- |
| 1733                 | Olpe                        | katholische Pfarrkirche St. Martinus              |                             |         |          | Johann Henrich Kleine; nicht erhalten |
| 1736–1739            | Oberkirchen (Schmallenberg) | St.-Gertrudis-Kirche                              |                             | II/P    | 19       | Johann Henrich Kleine; erhalten |
| 1745                 | Kohlhagen                   | Pfarr- und Wallfahrtskirche St. Mariä Heimsuchung |                             | I/P     | 15       | Johann Heinrich Kleine zugeschrieben. 1825 Verlegung des Spieltisches von der Rückseite an die Nordseite des Gehäuses und Erweiterung der Klaviatur durch Anbau zweier seitlicher Flachfelder von Orgelbauer Gerhard Nohl.               |
| 1756                 | Irmgarteichen               | St. Cäcilia                                       |                             | I/p     | 13       | Johann Henrich und Johann Christian Kleine; nicht erhalten |
| 1764                 | Altena                      | Lutherkirche                                      |                             | II/P    | 30       | Johann Henrich und Johann Christian Kleine; Prospekt erhalten |
| 1765                 | Lieberhausen                | evangelische Kirche                               |                             |         |          | Johann Henrich Kleine; Gehäuse erhalten |
| 1768                 | Ohle                        | evangelische Kirche                               |                             | I       | 8        | Johann Henrich Kleine; erhalten |
| 1770                 | Oberorke                    | evangelische Kirche                               |                             | I/P     | 6        | Gebr. Kleine; erhalten, → Orgel |
| 1775                 | Neunkirchen (Siegerland)    | evangelische Kirche                               |                             |         |          | Gebr. Kleine; Gehäuse erhalten |
| 1778/1779            | Lennep                      | evangelische Stadtkirche                          |                             | II/P    | 33       | Gebr. Kleine; 1890 wurde sie im Zusammenhang mit dem Kauf einer neuen Sauer-Orgel in Lennep ausgebaut und der evangelischen Kirche in Hausen (Hunsrück) gestiftet, wo sie 1903 platziert wurde. 1966 erfolgte ihre Rückkehr nach Lennep. |
| 1779                 | Bergneustadt                | evangelische Kirche                               |                             |         |          | Gebr. Kleine; Gehäuse erhalten |
| 1780                 | Burbach                     | evangelisch-reformierte Kirche                    |                             | I/P     | 15       | Gebr. Kleine; Gehäuse und acht Register erhalten |
| 1783                 | Hagen                       | Johanniskirche                                    |                             | II/P    | 40       | Gebr. Kleine; nicht erhalten |
| 1785                 | Gummersbach                 | evangelische Kirche                               |                             | II/P    | 35       | Gebr. Kleine; Gehäuse erhalten |
| 1786                 | Rönsahl                     | Servatiuskirche                                   | Die Kleine-Orgel in Rönsahl |         |          | Gebr. Kleine; 1892 erweitert durch Richard Bach; erhalten |
| 1787                 | Drolshagen                  | katholische Stadtkirche St. Clemens               |                             | I/P     | 19       | Gebr. Kleine; Gehäuse erhalten |
| 1791                 | Mülheim am Rhein            | Friedenskirche                                    |                             | II/P    | 27       | Johann Christian Kleine; nicht erhalten |
| 1792                 | Lüdenscheid                 | Erlöserkirche                                     |                             | II/P    | 34       | Johann Christian Kleine; nicht erhalten. Lt. seiner eigenen Dispositionsaufzeichnungen (Lutherische Kirche zu Lüdenscheid) gebaut 1790, Schnarrwerke 1792 ergänzt und vollendet (vgl. Literatur bei Bullmann s.u.).                      |
| 1793                 | Attendorn                   | Franziskaner Kloster-Kirche                       |                             | I/P     | 8        | Johann Christian Kleine; 1829 Verkauf nach Wissen, katholische Pfarrkirche Kreuzerhöhung |
| 1787/1788, 1794/1795 | Eckenhagen                  | evangelische Kirche                               |                             | II/P    | 32       | Johann Christian Kleine; 2008 restauriert; in umgebauter und erweiterter Form erhalten |